# Stefano Fantinel
Stefano Fantinel (Pordenone, 14 giugno 1972) è un imprenditore italiano.
Dal 2006 al 2011 è stato proprietario e presidente della U.S. Triestina.

## La Triestina
Acquisisce l'U.S. Triestina Calcio nel 2006 dal commissario di gestione, salvandola dal fallimento dopo lo "scandalo Tonellotto".
Subito dopo il suo insediamento conferma Franco De Falco, dimissionario dalla carica di presidente nominato dal tribunale, nel ruolo di direttore sportivo. Si avvale della collaborazione di Enzo Ferrari.
L'inizio della gestione Fantinel viene segnato da un disguido nell'iscrizione che porta ad una penalizzazione di un punto nel campionato Serie B 2005-2006. La squadra ha un rendimento altalenante ma si salva all'ultima giornata. 
La campagna acquisti estiva non registra nessun acquisto importante, poche cessioni e innesti mirati; la stagione 2006-2007 è in linea con le aspettative di salvezza. Una stagione conclusa con l'ottavo posto nel campionato successivo viene seguita da due retrocessioni consecutive nelle annate seguenti, anche se la prima, nel 2010, viene rimediata dal ripescaggio dovuto al fallimento dell'Ancona. 
Al termine del campionato 2010-2011 la squadra è quindi retrocessa in Prima Divisione.
Nel mese di agosto 2011 Fantinel perfeziona la cessione delle proprie quote di maggioranza al gruppo "Aletti", dimettendosi dalla carica di presidente.
Nell'agosto del 2009 è stato eletto alla vicepresidenza della Lega Calcio quale rappresentante della Serie B.

## Vicende giudiziarie del 2012
Nell'estate del 2012 Fantinel viene indagato dal PM Frezza per false fatturazioni con le quali, secondo l'ipotesi dell'accusa, avrebbe sottratto quattro milioni dalle casse della Triestina all'epoca della sua presidenza.

## Altre attività imprenditoriali
Fantinel è proprietario, insieme al cugino Marco, che ne è presidente, di un'azienda vinicola che porta il loro nome, con sede principale a Tauriano di Spilimbergo.
Inoltre è socio del prosciuttificio Testa e Molinaro di San Daniele del Friuli.
Nel 2009 ha lanciato il progetto "I-Spirit" di una vodka "made in Italy" insieme al cugino Marco, Lapo Elkann, Giuseppe Cipriani, Francesco Cosulich e Paolo Domeghetti.